# Beechcraft Travel Air
Le Beech Model 95 Travel Air est un avion bimoteur quadriplace de tourisme et de voyage produit par la firme Beechcraft. Cet appareil apparu à la fin des années 1950 connut un succès mitigé avant de laisser la place à la fin des années 1960 au Beechcraft Baron, nettement plus populaire, qui constitue en fait une évolution du Travel Air.

## Un autre Bonanza bimoteur
Destiné à occuper le créneau situé entre le monomoteur Model 35 Bonanza et le bimoteur  Model 50 Twin Bonanza, le Model 95 fut conçu comme un bimoteur quadriplace doté d’une cabine chauffée et largement vitrée, entrainé par deux moteurs 4 cylindres à plat de 180 ch. Il s’agissait donc d’un monoplan entièrement métallique à aile basse cantilever et train tricycle escamotable électriquement. La voilure, dotée d’un profil NACA série 23000, affichait un allongement de 7,38 et dièdre positif de 6°. Elle était équipée de volets à simple fente en aluminium. Le fuselage était celui du Bonanza, associé à l’empennage du T-34 Mentor. Désigné Badger, le prototype effectua son premier vol le 6 août 1956 et la certification fut délivrée le 18 juin 1957 (3A16). Entre-temps l’appareil avait été rebaptisé Travel Air, moins en mémoire des célèbres biplans qui avaient fait la réputation de Walter H. Beech que pour éviter un conflit avec l’USAF. En effet Badger était le nom attribué au Tupolev Tu-16 dans la codification de l’OTAN.

## Versions
- Model 95 Travel Air : Première version, 2 moteurs Lycoming O-360-A1A de 180 ch entrainant des hélices bipales Hartzell 8447-12 de 1,83 m de diamètre. 173 exemplaires furent construits en 1958 et 128 en 1959 (c/n TD-2/302).
- Model B95 Travel Air : En 1960 apparut une nouvelle version du Travel Air, caractérisée par un allongement de 48 cm de la cabine[3]. Extérieurement ce modèle se distinguait par des surfaces d’empennage plus importantes et l’introduction d’un nouveau dessin du bord d’attaque de la dérive qui modifiait la silhouette de l’appareil[4]. Ce modèle fut produit à 150 exemplaire (c/n TD-303/452).
- Model B95A Travel Air : Dès 1961 le B95 fut remplacé par cette nouvelle version équipée de moteurs à injection Lycoming IO-360-B1A de 180 ch. Le prix était ramené de 51 500 U$D à 45 500 U$D[5] pour des performances améliorées, mais 81 exemplaires seulement furent vendus[3] (c/n TD-453/533).
- Model D95A Travel Air : Pour faire face au peu d’engouement pour le Model B95A, Beechcraft lança en 1963 un modèle plus ambitieux : La pointe avant était redessinée[6] pour recevoir la totalité de l’équipement radio, la capacité de la soute à bagages située à l’arrière de la cabine portée à 180 kg, l’aménagement de la cabine redessiné, l’efficacité des freins améliorée, la capacité des réservoirs de voilure portés à 425 litres, les moteurs étaient remplacés par des Lycoming IO-360-B1B, développant toujours 180 ch mais doté d’un nouveau système d’injection du carburant.... Ce modèle est reconnaissable extérieurement à l’apparition d’une vitre galbée à l’arrière de la cabine, identique à celle introduite sur le Model A55 Baron. 174 exemplaires furent produits entre 1963 et 1967 (c/n TD-534/707).
- Model E95 Travel Air : Malgré quelques modifications d’intérieur, une décoration extérieure modernisée, l’adoption de casseroles d’hélice pointues ou l’introduction d’un nouveau pare-brise, ce modèle fut délaissé par la clientèle au profit du B55 Baron. 14 exemplaires seulement furent construits en 1968 (TD-708/721).

## Dérivés
À la fin des années 1950 la firme Beechcraft observait avec beaucoup d'attention le développement des turbines à hélice de petite puissance de la firme Turboméca. Elle passa commande à la SFERMA de trois Travel Air équipées de turbines Astazou de 460 ch. Présenté au Salon de Hanovre en 1960, le premier Beechcraft-SFERMA PD-146 Turbo-Travel Air effectua son premier vol le 19 juillet 1960 piloté par Jacques Lecarme et M. Alligier. Ces appareils servirent au développement d’une version turbopropulsée du Baron, le Beechcraft-SFERMA 60 Marquis. Au milieu des années 1960 Howard Aero de San Antonio, Texas a également proposé une curieuse modification, le Tri-Motor Travel Air, en ajoutant un moteur Lycoming IO-360 de 180 ch dans le nez d'un Travel Air standard.

## Utilisateurs
Le Travel Air semble avoir été utilisé essentiellement par des pilotes privés, mais quelques exemplaires ont été achetés par des écoles de pilotage, comme celle de la compagnie australienne Qantas.        

## Sources
1. ↑  Flight 2594 du 10 octobre 1958 p.586
2. ↑  AJ Pelletier p.194
3. 1 2 3   AJ Pelletier p.113
4. ↑  Flight 2671 du 20 mai 1960 p.694
5. ↑  Flight 2663 du 25 mars 1960 p.411
6. ↑  Flight 2831 du 13 juin 1963 p.942
7. ↑  Flight 2669 du 6 mai 1960 p.621
8. ↑  Flight 2670 du 13 mai 1960 p.664
9. ↑  Flight 2681 du 29 juillet 1960 p.159
10. ↑  « American airplanes : Ha - Hu », sur aerofiles.com (consulté le 8 avril 2023).